# ПК (картечница)
ПК (Пулемёт Калашникова) е съветска универсална картечница, произвеждана и употребявана от 60-те години до днес. Заменя по-старата СГ-43 от епохата на Втората световна война. Бива приета на въоръжение в съветската армия през 1965, а към 70-те години е изцяло заменена от модернизирания ѝ вариант ПКМ. Картечницата е с калибър 7,62х54 мм, тежи 7,5 кг и има скорострелност от 650 изстрела в минута. Кутията съдържа от 100 до 250 патрона.

## Варианти
- ПК – базов пехотен вариант на двунога.
- ПКБ – вариант за монтиране на бронетранспортьори.
- ПКМ – модернизиран пехотен вариант на двунога.
- ПКН – Пехотен вариянт с пикантина за монтиране на оптичен прибор
- ПКМБ – модернизиран бронетранспортьорен вариант.
- ПКС – вариант, монтиран на тринога („станок“).
- ПКМС – модернизиран вариант на ПКС.
- ПКТ – вариант за монтиране на танкове.
- ПКТМ – модернизиран танков вариант.

## Оператори
На въоръжение е в Азербайджан, Албания, Алжир, Армения, Армения, Афганистан, Бангладеш, Беларус, България, Виетнам, Грузия, Гърция, ДР Конго, Египет, Зимбабве, Ирак, Иран, Казахстан, Кабо Верде, Камбоджа, Киргизстан, Китай, Куба, Мали, Молдова, Никарагуа, Панама, Полша, Република Конго, Румъния, Русия, Словакия, Таджикистан, Туркменистан, Турция, Узбекистан, Украйна, Финландия и Хърватия.